# Bataille de la baie d'Ormoc
Seconde Guerre mondiale
Batailles
Campagne des Philippines
- Formose
- Leyte
- Golfe de Leyte
- Baie d'Ormoc
- Mindoro
- Maguindanao
- Golfe de Lingayen
- Luçon
- Col de Bessang
- Raid de Cabanatuan
- Bataan (1945)
- Manille (1945)
- Corregidor (1945)
- Baguio (1945)
- Raid de Los Baños
- Visayas
- Palawan
- Mindanao
- Jolo
- Davao
- Raid en mer de Chine méridionale

La bataille de la baie d'Ormoc est une série d'affrontements aéronavals s'étant déroulés du 11 novembre au 21 décembre 1944 entre l'empire du Japon et les États-Unis dans la mer des Camotes, aux Philippines, dans le cadre de la bataille de Leyte pendant la guerre du Pacifique. Les batailles résultaient d'opérations japonaises visant à renforcer et à réapprovisionner leurs forces sur Leyte, que les américains cherchaient à annihiler.

## Contexte
Après avoir pris le contrôle naval du Pacifique occidental au milieu de 1944, les Alliés attaquèrent les Philippines en octobre et débarquèrent des troupes dans le golfe de Leyte, du côté est de Leyte le 20 octobre 1944. L'île était défendue par environ 20 000 Japonais ; le général américain Douglas MacArthur pensait que l'occupation de Leyte ne serait qu'un prélude à l'engagement majeur sur Luçon. Pour les Japonais, le maintien du contrôle des Philippines était essentiel car leur perte permettrait aux Alliés de couper leurs lignes d’approvisionnement en pétrole depuis Bornéo et Sumatra.
La marine impériale japonaise a répondu à cette attaque par une opération combinée de la flotte menant à la bataille du golfe de Leyte du 23 au 26 octobre. Cet engagement naval massif s'est soldé par une éclatante victoire américaine, les pertes japonaises se chiffrant à 10 000 morts, 4 porte-avions, 3 cuirassés, 8 croiseurs et 12 destroyers. Coté japonais, le général Tomoyuki Yamashita affirmait que la marine américaine avait subi de lourdes pertes, estimant « vulnérables » les forces terrestres alliées. En conséquence, il renforça et réapprovisionna les garnisons de Leyte. Au cours de la bataille, les Japonais ont dirigé neuf convois vers l'île en acheminant environ 34 000 soldats des 1re, 8e, 26e, 30e et 102e divisions. La ville d'Ormoc, à la tête de la baie d’Ormoc, à l’ouest de Leyte, était le principal port de l’île et la principale destination des convois.
Le déchiffrement des messages envoyés à l'aide du code PURPLE a alerté les Alliés sur la concentration de navires japonais autour de Leyte qui croyaient initialement à une évacuation. Cependant, dès la première semaine de novembre, les Alliés, ayant été mieux informés de la situation, cherchent à détruire les convois.

## Opérations

### Convois japonais TA-3 et TA-4
Les 8 et 9 novembre, les Japonais envoient deux convois de Manille à la baie d'Ormoc. Les convois étaient espacés d'un jour d'intervalle pour que les destroyers escortant le premier convoi puissent faire demi-tour et escorter le second. Cependant, les convois sont repérés le 9 novembre et attaqués par des avions de la Cinquième Air Force basés à terre. Le 10 novembre, le 38e groupe de bombardiers basé à Morotai déploie 32 B-25 Mitchells, escortés par 37 P-47 Thunderbolts, avec pour objectif d'attaquer le TA-4 près de l'île Ponson (ceb). Atteignant le convoi juste avant midi, les B-25 attaquèrent par paires à l'altitude minimale, coulant les deux plus gros transports, Takatsu Maru et Kashii Maru, neutralisant un troisième tout en coulant deux des escortes de patrouille. Coté alliés, sept bombardiers ont été perdus et le groupe a reçu la Presidential Unit Citation pour ces actions. Bien qu'affaiblis par ces attaques, les transports japonais ont pu débarquer les 10 000 soldats qu’ils transportaient, ne serait-ce qu’avec une fraction du matériel restant.
Le 11 novembre, l'amiral William F. Halsey, commandant de la 3e flotte américaine, a ordonné l'attaque de 350 avions de la Task Force 38 sur les convois combinés.
Quatre destroyers — Shimakaze, Wakatsuki, Hamanami et Naganami — et quatre transports — Mikasa Maru, Taizan Maru, Seiho Maru et Tensho Maru — ont été coulés et bon nombre des 4 000 soldats à bord ont été tués. Le contre-amiral Mikio Hayakawa a péri à bord du Shimakaze et environ 1 000 marins des 8 navires ont été tués.

### Convoi japonais TA-5
Le convoi TA-5 quitte Manille le 23 novembre pour se rendre à Port Cataingan et Port Balancan. Sur les six transports, cinq ont été coulés par des attaques aériennes ( T-111, T-141, T-160, T-6 et T-10).

### Déploiement des navires américains
Face aux mauvaises conditions météorologiques à la fin du mois de novembre rendant les opérations aériennes moins efficaces, la marine américaine déploie plusieurs destroyers dans la baie d’Ormoc. Le détroit de Canigaoa été ratissé à la recherche de mines par les dragueurs de mines Pursuit et Revenge, ainsi que par les quatre destroyers du 22e escadron de destroyers (DesRon 22) sous le commandement du capitaine Robert Smith. Les destroyers Waller, Pringle, Renshaw et Saufley entrent dans la baie le 27 novembre et commencent à pilonner les quais de la ville d'Ormoc.
La division est informée par radio de la présence du sous-marin japonais I-46 au sud de l'île de Pacijan. L'avion de reconnaissance a indiqué qu'il se dirigeait vers la baie d'Ormoc. La division est dirigée vers le sud pour intercepter ; et, à 01 h 27 le 28 novembre, le radar du Waller détecte la cible au large de la côte nord-est de l’île Ponson. Le destroyer américain neutralise le submersible avec ses canons et, incapable de s'immerger, le japonais riposte jusqu'à son naufrage à 01 h 45.

### Convoi japonais TA-6
Deux navires de transport, les Shinsho Maru et Shinetsu Maru, escortés par trois navires de patrouille, les chasseurs de sous-marin n° 45 et 53 et le patrouilleur n ° 105 quittent Manille le 27 novembre. Ils sont attaqués par des PT-boat américains et plusieurs aéronefs dans la baie d'Ormoc dans la nuit du 28 novembre. Les cinq navires sont coulés après que ceux-ci purent décharger la plupart de leurs provisions indispensables aux troupes de Leyte.
Un autre destroyer américain est déployé pendant la nuit du 29 au 30 novembre, à la recherche d'un convoi présumé, n'aboutissant qu'à la destruction de quelques péniches.

### Convoi japonais TA-7
Un convoi de trois transporteurs quitte Manille le 1er décembre, escorté par les destroyers Take et Kuwa, sous le commandement du capitaine de corvette Masamichi Yamashita. Deux groupes de sous-marins de transport ont également participé à l'opération.
Alors qu'il était amarré au port d'Ormoc, le convoi est engagé à 03 h 09 le 3 décembre par trois navires (Allen M. Sumner, Cooper et Moale) de la 120e division de destroyers (DesDiv 120) sous le commandement du commandant John C. Zahm.
Bien qu'ayant coulé les navires pendant leur déchargement, les navires américains sont à leur tour attaqués par des bombardiers Yokosuka P1Y « Frances », des batteries côtières ====ainsi que des sous-marins et destroyers japonais présents dans le port. Le Kuwa est coulé et le commandant Yamashita périt dans le naufrage. Le Cooper est attaqué par des torpilles mais parvient à s'échapper avec quelques dégâts ; il finit par couler à environ 00 h 15 en emportant 191 hommes (168 autres sont sauvés de l'eau le 4 décembre par des hydravions Consolidated PBY Catalina). À 00 h 33, les deux destroyers américains survivants reçoivent l'ordre de quitter la baie. Les Japonais victorieux parviennent une nouvelle fois à réapprovisionner la baie d'Ormoc. Cette phase de la bataille de la baie d'Ormoc est restée dans l'histoire comme étant le seul engagement naval de la guerre durant lequel l'ennemi avait à portée de mains tout type d'armes : armes navales, torpilles navales, attaque aérienne, attaque sous-marine, tir au sol et mines.

### Débarquements des troupes américaines

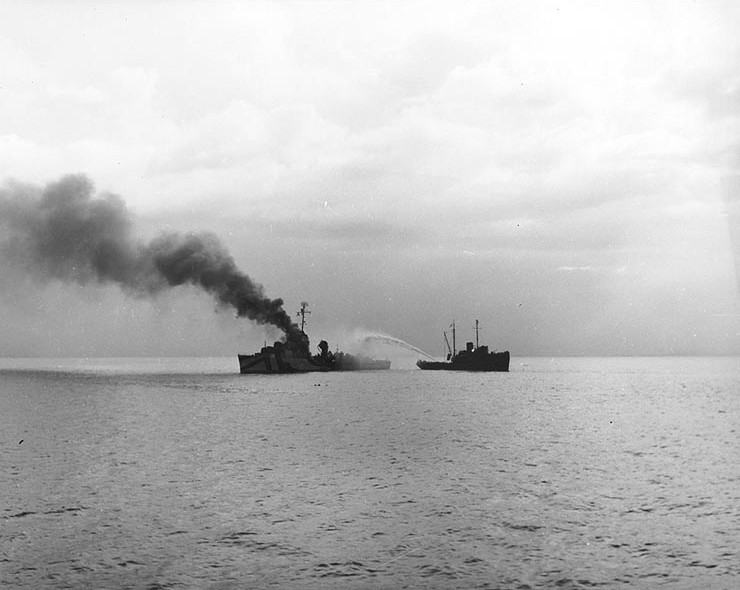
Le destroyer en feu dans la baie d'Ormoc le 7 décembre 1944, après avoir été touché par un kamikaze. Le remorqueur qui participe à la lutte contre l'incendie est probablement lATR-31.

Le 7 décembre, la 77e division d'infanterie commandée par le major général Andrew D. Bruce, effectua un débarquement amphibie à Albuera, à 5,6 km au sud d’Ormoc. Les 305e, 306e et 307e régiments d'infanterie de la 77e division débarquèrent à terre sans opposition, mais les navires de la marine furent soumis à des attaques kamikazes, entraînant la perte des destroyers Ward et Mahan.

### Convoi japonais TA-8
Ce convoi transportait 4 000 soldats destinés à la baie d'Ormoc. Ils seront cependant débarqués à San Isidro, à 30 miles au nord d’Ormoc, après avoir reçu des nouvelles du débarquement de troupes américaines près d’Ormoc. Les cinq transports, Akagisan Maru, Hakuba Maru, Shinsei Maru N ° 5, Nichiyo Maru et T-7, ont été coulés le 7 décembre par une attaque aérienne et les destroyers d'escorte Ume et Sugi ont été endommagés. Quelque 350 marins ont été tués.

### Convoi japonais TA-9
Le convoi TA-9 a débarqué quelque 4 000 hommes à Palompon, les destroyers d'escorte entrant dans la baie le 11 décembre. Deux d'entre eux sont détruits, il s'agit du Yūzuki, coulé par des attaques aériennes et du Uzuki, coulé par des PT-boat. Un troisième, le Kiri, a été endommagé.

## Conséquences
En menant cette série d'engagements dans la baie d'Ormoc, la marine américaine a finalement été en mesure d'empêcher les Japonais de se réapprovisionner et de renforcer leurs troupes à Leyte, contribuant de manière significative à la victoire dans la bataille terrestre. Le décompte final des navires perdus dans la baie d'Ormoc est le suivant : les États-Unis ont perdu trois destroyers, un destroyer de transport et deux LSM ; le Japon a perdu six destroyers, 20 petits transports, un sous-marin, un patrouilleur et trois navires d’escorte.
L'historien Irwin J. Kappes a soutenu que les historiens de la marine avaient injustement négligé l'importance de ces engagements, écrivant : 
« En fin de compte, c’est la bataille plutôt amorphe de la baie d’Ormoc qui a finalement permis aux Alliés de prendre le contrôle ferme de Leyte et de l’ensemble de la région du golfe. Du 11 novembre 1944 au 21 décembre, les efforts combinés d'avions des porte-avions de la 3e flotte, de groupes de chasseurs-bombardiers de la marine, d'un mouvement en pince de la 77e division et de la 1re division de l'armée, ainsi qu'un assortiment hétéroclite de destroyers, de navires amphibies et de PT-boat ont déjoué les plans japonais, se retrouvant semi-isolés à cause d'une série d'escarmouches et de raids nocturnes. Et à cause des mauvaises conditions météorologiques, le soutien aérien était presque inexistant pour la plupart de ces actions de surface. »
Les Feux est un livre renommé de l'écrivain japonais Shōhei Ōoka qui décrit les conditions difficiles de l'armée japonaise sur l'île de Leyte et la fuite désespérée de certains de ses soldats isolés après la défaite de leurs unités par les forces armées américaines, alors qu'ils tentent de rejoindre Palompon sur la côte ouest de Leyte dans l'espoir de  rembarquer à bord de navires japonais.